# Bernardino Machado

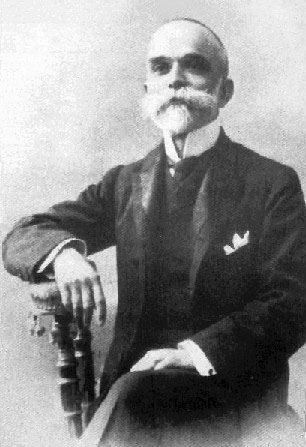
Bernardino Machado

Bernardino Luís Machado Guimarães [bɨɾnaɾˈðinu luˈiʃ mɐˈʃaðu gimɐˈɾɐ̃j̃ʃ] (* 28. März 1851 in Rio de Janeiro; † 29. April 1944 in Porto) war ein Politiker aus der Zeit der ersten Republik in Portugal. Machado war wohl der mit Abstand bedeutendste Politiker der ersten Republik, der diese mehr als viele andere geprägt hatte. Er war zweimal (1915 bis 1917 und 1925 bis 1926) Staatspräsident, ebenfalls zweimal (1914 und 1921) Regierungschef seines Landes und hatte daneben verschiedene andere wichtige Ministerposten inne.

## Leben
Machado wurde in Brasilien geboren. Nachdem seine Familie 1860 nach Portugal zurückgekehrt war, studierte er ab 1866 Mathematik und Philosophie an der Universität von Coimbra. 1882, noch zu Zeiten der Regierung von Fontes de Melo, wurde er für die Regenerationspartei zum ersten Mal in das portugiesische Parlament, die Cortes, gewählt. 1893 trat er als Minister für öffentliche Arbeiten in die Regierung Hintze Ribeiro ein. 1903 wechselte er, von der Monarchie enttäuscht, von der Regenerationspartei in die Republikanische Partei über, zu deren Parteiführung er zwischen 1906 und 1910 gehörte.
Nach der Revolution von 1910 und der Abschaffung der Monarchie wurde er in der provisorischen Regierung des Teófilo Braga Außenminister. Bei den ersten regulären Präsidentschaftswahlen nach der neuen, republikanischen Verfassung unterlag er dem Gegenkandidaten Manuel José de Arriaga. Danach ging er als Botschafter nach Brasilien. Nach der Teilung der Republikanischen Partei schloss er sich den Demokraten des Afonso Costa an.
Präsident de Arriaga rief ihn 1914 aus Brasilien zurück und beauftragte ihn mit der Bildung einer neuen Regierung. Er war so vom 9. Februar bis 12. Dezember 1914 Regierungschef und hatte gleichzeitig noch das Amt des Innenministers inne. Nach Beginn des Ersten Weltkrieges entspann sich in Portugal eine mit großer Leidenschaft geführte Diskussion, ob das Land neutral bleiben oder an der Seite der Entente gegen die Mittelmächte in den Krieg eintreten sollte. Machado gehörte zu den eifrigsten Befürwortern eines Kriegseintritts. Nach Ende seiner Regierung kam es bald zum ersten Putsch gegen die Republik, Präsident de Arriaga musste zurücktreten und es folgte die Diktatur des Generals Pimenta de Castro. 1915 wurde Machado dann zum neuen Präsidenten der Republik gewählt. Während seiner Präsidentschaft trat das Land schließlich in den Ersten Weltkrieg ein.
Am 5. Dezember 1917 kam es zu einer Militärrevolte in Lissabon, in deren Folge Hauptmann Sidónio Pais die Macht übernahm und die „Neue Republik“ (a República Nova) ausrief. Machado weigerte sich, das Präsidentenamt an Pais zu übergeben, wurde deshalb kurzzeitig inhaftiert und musste sich danach ins Exil nach Frankreich begeben. Nachdem Pais 1918 bei einem Attentat erschossen wurde, kehrte Machado aus dem Exil zurück. 1921 wurde er erneut zum Regierungschef berufen, das Militär putschte allerdings sofort gegen die zweite Regierung Machado, so dass dieser nach nur zwanzig Tagen im Amt am 23. Mai 1921 zurücktreten musste.
Am 11. Dezember 1925 trat auch Präsident Manuel Teixeira Gomes zurück. Die Republik befand sich zu diesem Zeitpunkt schon in einem Stadium der Auflösung, stabile Regierungsmehrheiten waren im Parlament nicht mehr möglich. Dies war auch der Hauptgrund, aus dem Teixeira Gomes zurückgetreten war. Machado wurde zu seinem Nachfolger gewählt und war damit ab dem 11. Dezember 1925 erneut Präsident seines Landes. Es gelang ihm allerdings nicht, die Republik noch zu retten.
Am 28. Mai 1926 begann ein von General Gomes da Costa angeführter Putsch, mit dem schließlich der Untergang der Republik eingeläutet wurde. Am 30. Mai löste Machado das Parlament auf, suspendierte die Verfassung und ernannte Hauptmann Mendes Cabeçadas, einen der wenigen Offiziere, die noch treu zur Republik standen, zum Regierungschef mit besonderen Vollmachten zur Verteidigung der Republik. Am nächsten Tag trat Machado schließlich als Präsident zurück, ernannte Mendes Cabeçadas zu seinem Nachfolger und verließ fluchtartig das Land.
Mendes Cabeçadas wurde nach kurzer Zeit von da Costa gestürzt, der selbst wiederum nach kurzer Zeit General Óscar Carmona weichen musste. Unter diesem begann der Aufstieg Salazars und die Diktatur des Estado Novo. Wichtige republikanische Politiker im Exil schlossen sich zu der so genannten „Pariser Liga“ zusammen und Machado wurde einer der wichtigsten Führer der republikanischen Diaspora. Die Pariser Liga versuchte vom Ausland aus, in Portugal das Steuer wieder herumzureißen, allerdings ohne Erfolg.
1940, Machado hatte sich inzwischen mit den neuen Machthabern im Lande versöhnt, kehrte er nach Portugal zurück, ohne in der Politik seines Landes jedoch noch eine Rolle zu spielen. Vier Jahre später verstarb er.
Machado war einmal verheiratet und hatte 15 Kinder.